# Menta (mitologia)
Menta (anche Myntha) era una ninfa degli inferi della mitologia greca.

## Descrizione
Minta era una bellissima ninfa nata nel fiume infernale Cocito, affluente dell'Acheronte e viveva nel regno infernale comandato da Ade, di cui era la concubina. Persefone, gelosa del marito, si dispiacque dell'unione e si infuriò quando Minta proferì contro di lei minacce spaventose e sottilmente allusive alle proprie arti erotiche. Persefone, sdegnata, la fece a pezzi: Ade le consentì di trasformarsi in erba profumata, la menta, ma Demetra la condannò alla sterilità, impedendole di produrre frutti.
Un'altra versione del mito, citata anche da Ovidio nelle sue Metamorfosi, suggerisce che fu Persefone stessa a trasformare Minta in pianta, scegliendo una forma insignificante che non destasse attenzione né potesse essere paragonata ad altre piante per bellezza o utilità.
Un'altra versione ancora racconta che Zeus (o Zeus Katactonio, cioè Ade stesso), innamoratosi di Minta, ebbe da lei un rifiuto in seguito ad una proposta. Sdegnato del comportamento, la tramutò in una pianta fredda così come la bella ninfa era stata con lui.
Uno dei rari templi dedicati a Ade sorgeva ai piedi del monte Menta (o Minthe), in Elide.